# Popis epizoda serije Uvod u anatomiju
Popis epizoda popularne hit-serije Uvod u anatomiju (Grey's Anatomy).

## Sezona 1
| Broj | Epizoda                        | Scenarist                               |
| --- | ------------------------------ | --------------------------------------- |
| 1 (1/9) | A hard day's night             | Shonda Rhimes                           |
| Upoznajte Meredith Grey, kći slavne kirurginje Ellis Grey koja se trenutačno oporavlja od seksa za jednu noć. Tjera svoga partnera od večeri prije govoreći da će zakasniti na posao prvi dan. Ona je liječnica stažistica u bolnici Grace u Seattleu i radi zajedno s nekim zanimljivim likovima. Cristina Yang veoma je borbena diplomantica Stanforda koja se sprijatelji s Meredith. George O'Malley je osebujan i topao muškarac koji već prvi dan nauči lekciju-dvije. Izzie Stevens je bivša manekenka koja prvi dan nije osjetila poseban tretman. Alex Karev je arogantni gad koji već prvi dan postavi pogrešnu dijagnozu. Nadzire ih Miranda Bailey, koju su (ne baš) odmila nazvali “Nacistkinja”. Meredith se također iznenadi kada sazna da je njezin prijatelj od prethodne večeri njezin kolega, još gore, njezin šef.                                     |                                |                                         |
| 2 (2/9) | The first cut is the deepest   | Shonda Rhimes                           |
| Osoblje kirurgije pokušava biti optimistično dok se mlada žena jedva održava na životu nakon brutalna napada. U međuvremenu Meredith riskira svoju karijeru kako bi spasila novorođenče u rodilištu bolnice, a ostali stažisti nauče da je potrebno više od medicinskoga znanja kako bi dobro radili svoj posao. |                                |                                         |
| 3 (3/9) | Winning a battle, losing a war | Shonda Rhimes                           |
| U utrci biciklista ozlijeđeno je nekoliko pješaka i nekoliko sudionika, a jedan pješak je klinički mrtav. Cristina i Izzie žele upotrijebiti njegove organe, ali s Cristininom suzdržanošću i Izzienim stavom punim nade da će se taj muškarac oporaviti one shvate da je proces nabavljanja organa emocionalan. Preston se mora suočiti sa svojom nesklonosti nabavljanju organa – kao kirurg voli spašavati živote, a uzimanje organa ne spašava život te osobe. George se bavi Macom, šefovim prijateljem koji treba jetra i koji stalno očijuka s njime. Meredith je puna kapa Alexove nadutosti, a i dalje pokušava otjerati Dereka što dalje. Također joj je dosta Izziene optimističnosti i Georgeove ljubaznosti, ali i dalje živi s njima. Osim toga, oni žele vidjeti snimke kirurških postupaka Meredithine majke. Meredith polako shvaća kako se dobiva utrka. |                                |                                         |
| 4 (4/9) | No man's land                  | James D. Parriott                       |
| Dok se George osjeća malo manje muževno zbog načina na koji se Izzie i Meredith odnose prema njemu (kao prema sestri), Izzie je dobila pacijenta koji će uskoro izgubiti cijelu muškost. Cristina, odana svome borbenom duhu, dođe ranije i preuzme slučaj bolesne žene koja je radila kao medicinska sestra uz Meredithinu majku. Alex u međuvremenu kopira i lijepi Izziene slike koje se nalaze po cijeloj svlačionici stažista. Dok se Meredith pokušava nositi s Alzheimerovom bolesti svoje majke, Derek liječi pacijenta kojem su ekseri zapeli u glavi. |                                |                                         |
| 5 (5/9) | Shake your groove thing        | Ann Hamilton                            |
| Meredith shvaća da mora preuzeti mnogo više odgovornosti kada joj kažu da njezina majka mora prepisati svu svoju imovinu na nju. Dok Izzie priprema zabavu za svoga dečka Hanka (čiji je razmjer Meredith nepoznat), Meredith sudjeluje u svojoj prvoj operaciji srca. Tijekom operacije boji se da je oštetila pacijentovo srce i ne zna bi li to trebala reći jer bi je mogli izbaciti iz programa. U međuvremenu Cristina i Burke razmjenjuju komentare uz kavu. Na zabavi Meredith i Derek malo se šuljaju. |                                |                                         |
| 6 (6/9) | If tomorrow never comes        | Krista Vernoff                          |
| Izzie nagovara Georgea da skupi hrabrost i pozove Meredith van. Svi su stažisti ispunjeni strahopoštovanjem kada dođe žena s rekordnim tumorom, ali bolest je u poodmaklom stadiju i prognoze za tu ženu nisu dobre. Sada kada Bailey zna za vezu Meredith i Dereka, njihovi su poslovi u opasnosti i ona savjetuje Meredith da to okonča. U međuvremenu tajna veza Cristine i Burkea također postaje sve zamršenija… |                                |                                         |
| 7 (7/9) | The self destruct button       | Kip Koenig                              |
| Derek i Meredith bezuspješno pokušaju biti neupadljivi kada provedu noć zajedno u Meredithinoj kući, ali njihova preplašenost svima otkriva mnogo – uključujući Bailey, koja upozorava Meredith da mora prekinuti tu vezu. U međuvremenu George sumnja da anesteziolog pije na poslu, ali ne želi to prijaviti, Alex liječi bivšega suparnika koji se sada okrenuo samosakaćenju, Izzie se mora baviti pacijentom koji ne želi pustiti svoju djevojku – doslovno, a Cristina se bori s gripom. |                                |                                         |
| 8 (8/9) | Save me                        | Mimi Schmir                             |
| Meredith je nezadovoljna zbog nepoznatih pojedinosti iz Derekova života. U međuvremenu Alex liječi Devu, pacijenticu čija vjerska načela ugrožavaju njezin oporavak. Izzie razmišlja o ponovnom povezivanju s majkom od koje se otuđila. Zoey, trudnica u 40-im godinama kojoj je dijagnosticiran rak, ne slaže se s Cristininim liječničkim savjetima. Stažiste zaintrigira pacijent kojeg liječe zbog napadaja i koji misli da je vidovit. |                                |                                         |
| 9 (9/9) | Who's zoomin who?              | Gabrielle Stanton i Harry Werksman, Jr. |
| zbija epidemija spolno prenosive bolesti i nekoliko članova bolničkog osoblja se zarazi. Webber sazove hitan sastanak. Ravnatelj u međuvremenu nevoljko otkrije dr. Dereku Shepherdu vlastite brige. Izzie i Cristina brinu se zbog žene i kćeri jednoga pacijenta koje se ne mogu složiti oko njegove njege. Burke liječi svoga kolegu s fakulteta, Billa, čija dijagnoza nameće neka pitanja o radnjama njegove žene. Baš kad Meredith i Derek postanu bliskiji, otkrije se iznenađenje. |                                |                                         |

## Sezona 2
| Broj | Epizoda                            | Scenarist         |
| --- | ---------------------------------- | ----------------- |
| 10 (1/27) | Raindrops keep falling on my head  | Stacy McKee       |
| Meredith mora raditi s Addison. Cristina razmišlja o odnosu s Burkeom i pokušava donijeti odluku. Meredith je shrvana događajima na ljubavnom planu. Joe pada u nesvijest u baru. |                                    |                   |
| 11 (2/27) | Enough is Enough (No More Tears)   | James D. Parriott |
| Meredith i Addison ne slažu se nabolje. Ubrzo saznajemo zašto Derek i Addison nisu zajedno. George mora riješiti nemogući slučaj... |                                    |                   |
| 12 (3/27) | Make Me Lose Control               | Krista Vernoff    |
| Cristina i Meredith razgovaraju o tome treba li Cristina reći Burkeu da je trudna. Alex i Izzie se zbliže. Otkrivaju se veze među starijim članovima osoblja. George opet dobije težak zadatak. |                                    |                   |
| 13 (4/27) | Deny, Deny, Deny                   | Zoanne Clack      |
| Cristina postaje pacijentica i to jako naporna. Majčin posjet ne popravi njezino ponašanje. Operacija koju će izvesti možda će odgoditi Addisonin odlazak iz bolnice. |                                    |                   |
| 14 (5/27) | Bring the pain                     | Shonda Rhimes     |
| Meredith i dr. Shepherd moraju uvjeriti religioznog muškarca da dopusti kćeri da ide na operaciju koja će joj spasiti život. Ellis ponovno proživljava aferu s Richardom. Alex i George moraju u lošim uvjetima operirati policajca. Cristina mora naći rješenje kada njezin pacijent izgubi pristup lijeku protiv bolova. Izzie je ljuta na Alexa. U međuvremenu se mora riješiti ljubavni trokut Shepherd-Grey-Shepherd. |                                    |                   |
| 15 (6/27) | Into you like a train              | Krista Vernoff    |
| Osoblje pristiže u pomoć žrtvama nesreće. Webber obavlja operaciju. Addison i Izzie pokušavaju pomoći teško ozlijeđenoj trudnici. Izzie mora donijeti važnu odluku: spasiti prijateljstvo s Meredith ili vlastitu karijeru. Christina traži pacijentovu nogu. Alex se pita treba li biti liječnik. Meredith čeka Derekovu odluku. |                                    |                   |
| 16 (7/27) | Something to talk about            | Stacy McKee       |
| Cristina, Izzie i Meredith brinu se za Shanea, čovjeka koji tvrdi da je trudan. U međuvremenu, Derek liječi hedikepiranu djevojčicu. Cristina i Burke razgovaraju o tome hoće li otkriti svoju vezu. Alex pacijentici savjetuje da obavi operaciju koja će joj olakšati život, a ona njemu da ispravi odnos s Izzie. Derek i Addison odlaze u bračno savjetovalište. |                                    |                   |
| 17 (8/27) | Let it be                          | Mimi Schmir       |
| Meredith pokušava izbjegavati Shepherdove. Cristina i Burke odlaze na spoj. Derek zamoli Meredith da ga ne ignorira sve dok se ne pojavi Addison. Derek i Addison imaju različito mišljenje o kontroverznoj operaciji svojih prijatelja. Izzie pomaže Addison i Dereku. George mora liječiti pacijenta koji je pao s petog kata, ali pacijent njime nije zadovoljan. |                                    |                   |
| 18 (9/27) | Thanks for the memories            | Shonda Rhimes     |
| Dan zahvalnosti je u bolnici Seattle Grace, no blagdanskog raspoloženja ima manje nego inače u to doba. Meredith i Derek pokušavaju savjetovati i utješiti obitelj čiji je jedan član doživio tešku nesreću. No, pacijentica ne reagira dobro na medicinsku dijagnozu i bolnički tretman. Izzie planira veliko okupljanje no ne polazi joj baš sve za rukom. George sa svojom obitelji odlazi u lov na puricu. |                                    |                   |
| 19 (10/27) | Much too much                      |                   |
| Dorie Russell čeka petorke, sve curice. Njezin je suprug zabrinut. Kada nastanu problemi s tri djevojčice, cijelo osoblje je pozvano u pomoć. Muškarac s kojim je Meredith provela noć pojavi se u bolnici s nezgodnim problemom. Meredith je neugodno kada mora Dereka zamoliti za savjet. Alex i Derek liječe pacijenta koji je neprestano žedan. Alex i Izzie imaju malih seksualnih problema, a Meredith i dalje niže muškarce za jednu noć. |                                    |                   |
| 20 (11/27) | Owner of a lonely heart            |                   |
| Cristini se ne sviđa zatvorenica Constance Ferguson. U međuvremenu, osoblje prati napredak petorki. Izzie je bijesna na Alexa, a Addison odluči naučiti Izzie bolnu lekciju. |                                    |                   |
| 21 (12/27) | Grandma got run over by a reindeer |                   |
| Počelo je blagdansko vrijeme, ali nisu svi u blagdanskom raspoloženju. Alex provodi zadnji dan u bolnici ako ne položi ispite. Svi mu pomažu u učenju. Izzie nije sretna zbog toga i Meredith je podsjeti da je vrijeme Božića. Justinu treba novo srce. Majka mu je rekla da će mu srce donijeti Djed Mraz, ali on ne vjeruje. Cristina i Burke ne slažu se u mišljenju oko njegovog slučaja. Unatoč tomu što se pomirio sa ženom, Derek nije raspoložen. George mora riješiti jednostavan slučaj žene kojoj krvari čir i otkriva da je čir posljedica okoline u kojoj živi.                                                          |                                    |                   |
| 22 (13/27) | Begin the begin                    |                   |
| Pacijent Denny Duquette želi dvije stvari: novo srce i Izzie. Addison i Derek i dalje se svađaju. Derek posjećuje Meredithinu majku. George liječi isfrustriranog mladog hermafrodita. |                                    |                   |
| 23 (14/27) | Tell me sweet little lies          |                   |
| Meredith i Cristina lažu o svojim vezama s McDreamyjem i Burkeom. George ima težak zadatak: mora iz bolnice otpustiti drsku ženu. Alex sazna svoju sudbinu kada ponovno ode polagati ispite. U isto vrijeme Izzie ga pokušava spriječiti da donese glupe odluke. George, Cristina i Alex natječu se tko će brže pojesti hot dog. |                                    |                   |
| 24 (15/27) | Break on through                   |                   |
| Medicinske sestre štrajkaju i liječnici se moraju sami snalaziti. George se pridruži sestrama, a Alex, Cristina, Izzie i Meredith upoznaju se s Baileynom zamjenom, dr. Cindy Aaron. Izzie i Addison rade na teškom slučaju trudnoće, a Cristina i Alex liječe mladu ženu od osipa. Meredith naleti na staru ženu koja je podsjeti na njezinu majku. |                                    |                   |
| 25 (16/27) | It's the end of the world (1/2)    |                   |
| Životi osoblja bolnice su ugroženi kada se pojavi pacijent s bombom. Bailey rađa i ne zna gdje joj je suprug. Između Izzie i Alexa postoji neka tajna veza… |                                    |                   |
| 26 (17/27) | As we know it (2/2)                |                   |
| Derek tijekom operacije sazna u kakvom je stanju Meredith. Webber i Bailey bave se zdravstvenim problemima. Cristina i Izzie imaju vlastitih problema zbog Meredithine situacije. Addison poludi kada George pokuša naći rješenje za Baileyno stanje. Situacija u bolnici sve je gora zbog pacijenta s bombom. |                                    |                   |
| 27 (18/27) | Yesterday                          |                   |
| Bivši prijatelj vraća se u živote Dereka i Addison i poljulja njihov odnos. Jedna Cristinina tajna izađe na vidjelo i prodrma njezin odnos s Burkeom. Alex i Izzie imaju slične reakcije tijekom krize u bolnici. Pacijentica koja pati od stalnih orgazama zanimljiva je tema među osobljem. George pokušava naći način da Meredith u njemu ne vidi samo cimera. Jedan Derekov pacijent ima rijedak poremećaj i treba podršku roditelja i njihovo razumijevanje. Burke ima pacijenta koji ga ponuka da razgovara s Meredith i Cristinom. U međuvremenu, Meredith sazna više o svojoj obitelji. Zapravo više nego što bi htjela znati. |                                    |                   |
| 28 (19/27) | What have I done to deserve this?  |                   |
| Nakon što su zajedno proveli noć, Meredith i George čudno se ponašaju i ostali liječnici se pitaju što se događa. Derek i Addison također su napeti zbog Markova dolaska u Seattle. Bailey mora uzvratiti uslugu i liječiti Addison. Izzie i Alex cvjetaju ruže dok se ne vrati Denny Duquette. Alex je ljubomoran jer Izzie pokazuje preveliki interes za Dennyja. Burke ima priliku vidjeti odnos svoga pacijenta sa zaručnicom. |                                    |                   |
| 29 (20/27) | Band aid covers the bullet hole    |                   |
| Meredith se suočava s posljedicama nakon što je spavala s Georgeom. George i Burke se zbližuju na način koji muči Cristinu. Bailey mora raditi iako je još na porodiljnom. Addison i Derek razgovaraju. Izzie još kritizira Alexa zbog Dennyja Duquettea, pacijenta koji nije dobio srce. U odjelu pacijenata tjedna nalazi se trudnica, hokejaš koji želi amputaciju koja mu nije potrebna i žena s vilicom u vratu koja umire i ima težak brak. |                                    |                   |
| 30 (21/27) | Superstition                       |                   |
| Nakon nekoliko smrtnih slučaja, dio bolničkog osoblja postaje vrlo sumnjičav i zabrinut. Izzie je zabrinuta zbog Dennyja i posvađa se s Alexom. Jedan pacijent dovodi Alexa do ludila, a Derek i Addison razgavoraju o njihovom odnosu s Meredith. |                                    |                   |
| 31 (22/27) | The name of the game               |                   |
| Derek operira Andrewa koji ima ozbiljnu ozljedu glave. Bailey se boji da njezini liječnici ne pomisle da će biti blaža prema njima sada kada je majka. Addisonina pacijentica ima nerođeno dijete koje ima zdravstvenih problema. Alex ne uspije držati jezik za zubima kada pacijent laže kćeri o svojoj bolesti pa ga Burke nauči lekciji. George se ne miče iz Burkeova stana. Meredith ima zbunjujuće i neugodne susrete s članovima obitelji. Jedna od liječnica upozna vegetarijanca Finna. Izzie očijuka s Dennyjem. |                                    |                   |
| 32 (23/27) | Blues for sister someone           |                   |
| Addisonina pacijentica je katolkinja, majka sedmero djece. Addison upadne u nevolju kada sazna da njezin suprug ne želi koristiti kondome. Derek liječi odvjetnicu koja ga pita treba li njegove usluge. Izzie i George počinju razgovarati o osobnim životima nakon što čuju razgovor između Dereka i odvjetnice. Alex upadne u nevolju nakon što Addison opet ne pođe za rukom držati jezik za zubima. Burke osjeća veliki pritisak jer liječi svog najdražeg glazbenika. Finn napravi Meredith doručak. |                                    |                   |
| 33 (24/27) | Damage case                        |                   |
| Stažist iz druge bolnice izgubio je pamćenje. Također je prouzročio i automobilsku nesreću u kojoj su ozlijeđeni bračni par, njihovo nerođeno dijete i ženini roditelji. Trudnica Melanie će umrijeti, ali će njezino dijete možda biti spašeno. Cristina je dobro raspoložena unatoč tomu što Alex, Izzie, George i Meredith imaju problema. Burke nije oprostio Cristini zbog njezina kasnonoćnog kiksa. Meredith i Izzie ismijavaju Callieinu kuću, a George i Callie se svađaju zbog njegovih cimera. Denny pobijesni na Izzie, a Derek na Meredith.                                                                               |                                    |                   |
| 34 (25/27) | 17 seconds                         |                   |
| George i Derek skupa rade, Denny i dalje ne dobiva srce... Dvanaestogodošnja trudnica umire u operacijskoj sali, a sada se bore za život njene bebe. To izazove tenzije između Addison i Dereka. Jedna pretjerana reakcija liječnika ujedini dvoje pacijenata. Finn i dalje liječi Doca. |                                    |                   |
| 35 (26/27) | Deterioration of the fight         |                   |
| Dennyju treba hitno srce. Izzie i George pokušavaju mu ga nabaviti. Derek operira ranjenog Burkea. Burke ne može operirati Dennyja i život mu je u opasnosti. Cristina postaje šefica i brine se za Burkea. |                                    |                   |
| 36 (27/27) | Losing my religion                 |                   |
| Richard pokušava izvući informaciju od Addison o stanju člana obitelji. Callie i George moraju razgovarati o njegovim osjećajima. Meredith i Derek razgovaraju o Docu. |                                    |                   |